# Прапор Кодимського району
Пра́пор Коди́мського райо́ну — офіційний символ Кодимського району Одеської області, затверджений 15 березня 2007 року рішенням сесії Кодимської районної ради.

## Опис
Прапор являє собою прямокутне полотнище зі співвідношенням сторін 2:3, яке розділене на дві рівновеликі горизонтальні смуги — зелену та жовту. Біля древка знаходиться вертикальна орнаментальна смуга, а основою до вільного краю і вершиною до центру прапора вміщено синій рівнобічний трикутник.